# Halloween II (película del 2009)
Halloween II es una película de terror estadounidense, escrita, producida y dirigida por Rob Zombie. Esta película es una secuela de Halloween: El origen, también dirigida por Zombie. Además es la décima de la saga, la cual no se basa en la secuela del original Halloween 2 de 1981, en cambio sigue una trama totalmente nueva.
La película retoma Halloween de 2007 desde donde finalizó y la acción transcurre dos años después de los acontecimientos. En Halloween II, Zombie explica cómo Laurie trata de superar y olvidar lo que le sucedió anteriormente, cómo el Dr. Loomis capitaliza esos eventos en un libro biográfico de orden cronológico y cómo Michael Myers continúa en la búsqueda de Laurie Strode, tratando de reunir a su familia. 
Los actores retoman sus papeles en esta película. Scout Taylor-Compton como Laurie Strode, Malcolm McDowell como el Dr. Loomis, Tyler Mane como Michael Myers y Danielle Harris como Annie Brackett. En esta secuela, Zombie decidió centrarse en la relación de Laurie y Michael, y tratar de mostrar la idea de que ambos comparten los mismos problemas psicológicos. También quiso hacer una película más violenta y real que su predecesora.
En esta secuela, el tema original de John Carpenter sólo puede escucharse en los títulos de crédito, ya que como contó Zombie en algunas entrevistas, fue un problema encontrar el lugar apropiado para incluir la música. En España fue lanzada por Emon en Blu-ray y DVD para alquiler en 2011, y para venta, en 2012.

## Historia
En un flashback, Deborah Myers (Sheri Moon Zombie) visita a un joven Michael Myers (Chase Wright Vanek) en el sanatorio Smith's Grove, donde ella le entrega a Michael un pequeño caballo blanco de madera. Michael le explica que el caballo le recuerda a un sueño que tuvo sobre el fantasma de Deborah, toda vestida de blanco con un caballo blanco persiguiendo a Michael y diciéndole que lo llevará a casa. 
Quince años más tarde, Laurie (Scout Taylor-Compton) se encuentra en estado de shock, debido a que Michael (Tyler Mane) recibió un disparo al final de la entrega anterior. Cuando el Sheriff Brackett (Brad Dourif) la encuentra la lleva rápidamente a un hospital. Mientras tanto, cuando los paramédicos llegan al lugar de los hechos, encuentran a Annie Brackett (Danielle Harris) y al Dr. Loomis (Malcolm McDowell), quienes están vivos aún, luego de los ataques de Michael. 
Presumiendo que estaba muerto, los paramédicos suben el cuerpo de Michael a una ambulancia separada. Cuando el cuerpo estaba siendo trasladado, la ambulancia choca con una vaca en el camino, falleciendo el conductor de la misma. De repente Michael despierta y escapa de la ambulancia, matando al otro paramédico y siguiendo a una visión de la figura de su madre, quien tiene en su mano un caballo de madera.
Michael aparece en el hospital y asesina a todo el que se cruza en su camino. Laurie escapa y, al salir, queda atrapada en una cabina de seguridad, donde ve cómo Michael comienza a tirar abajo las paredes de madera con un hacha. Cuando está por agarrarla, despierta de lo que había sido un sueño.
La historia transcurre en realidad, dos años después de los acontecimientos. Laurie ahora vive con los Brackett. El cuerpo de Michael ha estado desaparecido desde entonces y Laurie ha tenido pesadillas recurrentes. Michael sigue teniendo visiones con su madre y el caballo de madera, quien le dice que con la llegada de Halloween ha llegado el momento de llevar a Laurie a casa. Michael viaja hacia Haddonfield.
Las alucinaciones de Laurie comienzan a ser más frecuentes, mientras el Dr. Loomis presenta su libro biográfico de Michael Myers. Este es recibido con indignación por parte del público, quien lo culpa de las muertes de Michael. Cuando el libro es finalmente lanzado al mercado y Laurie lo lee, descubre que ella es en realidad Angel Myers, hermana de Michael. Sus amigas, Mya (Brea Grant) y Harley (Angela Trimbur), la animan para ir a una fiesta. Michael aparece en la fiesta y deja inconsciente a Harley. Luego, se abre camino hacia la casa de los Brackett, donde acuchilla a Annie. 
Cuando Laurie llega a la casa de Annie, la encuentra agonizando y cubierta de sangre. Michael mata a Mya y viene tras Laurie, quien logra escapar de la casa y parar a un automovilista. Pero Michael logra asesinar al conductor y encender el auto con ella dentro. Laurie está inconsciente. Michael la lleva a un cobertizo, en un descampado. Laurie despierta de una alucinación. De pronto la policía los encuentra, los rodean y le ordenan a Michael que salga de ahí. De repente el Dr. Loomis aparece en el encuadre y pide al alguacil Brackett que le de permiso para entrar a controlar a Michael, pero Brackett no se lo permite y Loomis entra a la fuerza. Al entrar le dice a Michael que Laurie debe salir de ahí, mientras Laurie está siendo detenida por Michael niño con el fantasma de Deborah a un lado (estas alucinaciones sólo las pueden ver Laurie y Michael), el Dr. Loomis le dice a Laurie que vaya con él, pero esta le dice que no la dejan y Loomis le dice que todo está dentro de su mente. Mientras tanto, Deborah informa a Michael que es hora de irse a casa. Michael trata de herir a Laurie, pero termina por acuchillar al Dr. Loomis. Lo que sucede después se muestra en los siguientes dos finales.

### Final mostrado en cines
Mientras Michael está acuchillando al Dr. Loomis, el alguacil Brackett logra tener a Michael en la mira por una ventana, le dispara y Michael cae en unos picos (de madera o metal) y el Dr. Loomis cae al suelo (no se sabe si muere). Al quedar Michael inconsciente y herido, desaparecen el fantasma de Deborah y del niño Michael. Laurie se acerca al cuerpo de Michael, quien aún seguía con vida y le dice "te amo, hermano". Al momento Michael levanta la mano con el cuchillo sin que Laurie lo viera, como señal de que aún quería matarla, pero a Michael se le acaban las fuerzas. Al percatarse de esto, Laurie le quita el cuchillo y lo apuñala con el mismo. Luego Laurie sale del apartadero con la máscara de Michael puesta y se hinca a medio terreno y el sheriff Brackett solo se le queda mirando. Luego aparece una escena donde Laurie está en una institución mental y alucina con el fantasma de Deborah y el caballo blanco, Laurie muestra una sonrisa y se acaba la película.

### Final alternativo (DVD)
Cuando Michael está acuchillando al Dr. Loomis, rompe la pared con el cuerpo del mismo, el cual cae al suelo, quedando a la vista de todos los policías. Michael sale, levanta al Dr. Loomis, se quita la máscara (mostrando la cara), acto seguido Loomis le dice "Michael por todos los cielos", Michael le responde "Muere" y vuelve a apuñalarlo en el estómago. Al caer Loomis al suelo, el sheriff Brackett ordena abrir fuego contra Michael, al cual le disparan muchas veces provocando que este caiga al suelo. Luego sale Laurie con el fantasma de Deborah del apartadero, toma el cuchillo de Michael e inexplicablemente intenta apuñalar a Loomis, al momento le disparan (al menos tres veces). Brackett ordena que se detengan y Laurie cae al suelo, este corre hacia Laurie quien junto con Michael y Loomis está tirada en el suelo. Después aparece la escena de la institución mental como en el final principal (el cual fue mostrado en el cine), y la película finaliza.

## Reparto
- Malcolm McDowell como el Dr. Loomis
- Scout Taylor-Compton como Laurie Strode.
- Danielle Harris como Annie Brackett.
- Brea Grant como Mya Rockwell.
- Brad Dourif como Sheriff Lee Brackett.
- Sheri Moon Zombie como Deborah Myers.
- Tyler Mane como Michael Myers.
- Angela Trimbur como Harley David.
- Matt Bush como Wolfie.
- Bill Moseley como Tío Seymour Coffins.
- Margot Kidder como Bárbara Collier.
- Bill Fagerbakke como Deputy Webb.
- Howard Hesseman como Tío Meat.
- Chase Wright Vanek como Michael Myers joven.
- Richard Brake como Gary Scott.
- Chris Hardwick como David Newman.
- Mark Christopher Lawrence como Deputy King.
- Daniel Roebuck como Lou Martini.
- Ezra Buzzington como Ned Atkins.
- Caroline Williams como Dra. Maple
- Dayton Callie como Alan Hooks.
- Jeffrey Daniel Phillips como Howard Boggs.
- Mark Boone Junior como Floyd.

## Recaudación
La película se estrenó el 28 de agosto de 2009. En su primer día, la película recaudó $7,640,000 en 3,025 cines lo que supone $10,896,610 dólares menos que Halloween 2007. Para el final de su primer fin de semana la película recaudó $16,349,565, cifras mayores que la recaudación total de varias películas de la saga como Halloween III: Season of the Witch, o Halloween 5: The Revenge of Michael Myers o Halloween VI: La maldición de Michael Myers con $14,400,000, $11,642,254, 15,116,634 respectivamente. En su segunda semana la película decayó un 64,9% sólo recaudando $5,745,206 y bajando del tercer lugar al sexto. En su tercera semana recaudó solo $2,114,486 cayendo de la lista de las diez primeras de recaudación al decimocuarto lugar. A 13 de septiembre de 2009, Halloween II había recaudado $31,477,782 en Estados Unidos.